# Roger Tréville
Roger Tréville, född 17 november 1902, död 27 september 2005, var en fransk skådespelare.